# Badersdorf
Badersdorf (węg. Pöszöny, burg.-chorw. Pesem) – gmina w Austrii, w kraju związkowym Burgenland, w powiecie Oberwart. 1 stycznia 2014 liczyła 290 mieszkańców.